# Kan Air
Kannithi Aviation Co. Ltd, работающая под именем Kan Air — небольшая тайская авиакомпания с хабом в аэропорту Чиангмай.  Kan Air проводил чартерные и регулярные рейсы в Таиланде.  На сентябрь 2016 Kan Air имел 9 рейсов. С того времени все рейсы приостановлены, и неизвестно, может ли компания вернутся к деятельности.

## Направления
Kan Airlines использует воздушные судна Cessna Grand Caravan C208B, Beechcraft Premier I, и ATR 72-500:
Из Чиангмая — аэропорт Чиангмай Хаб
- Бангкок — аэропорт Дон Муанг
- Хуахин — аэропорт Хуахин
- Кхонкэн — аэропорт Кхонкэн
- Мэхонгсон — аэропорт Мэхонгсон
- Нан — аэропорт Нан
- Пай — аэропорт Пай
- Районг, Паттайя — аэропорт Утапао
- Пхитсанулок — аэропорт Пхитсанулок
- Убонратчатхани — аэропорт Убонратчатхани

## Флот

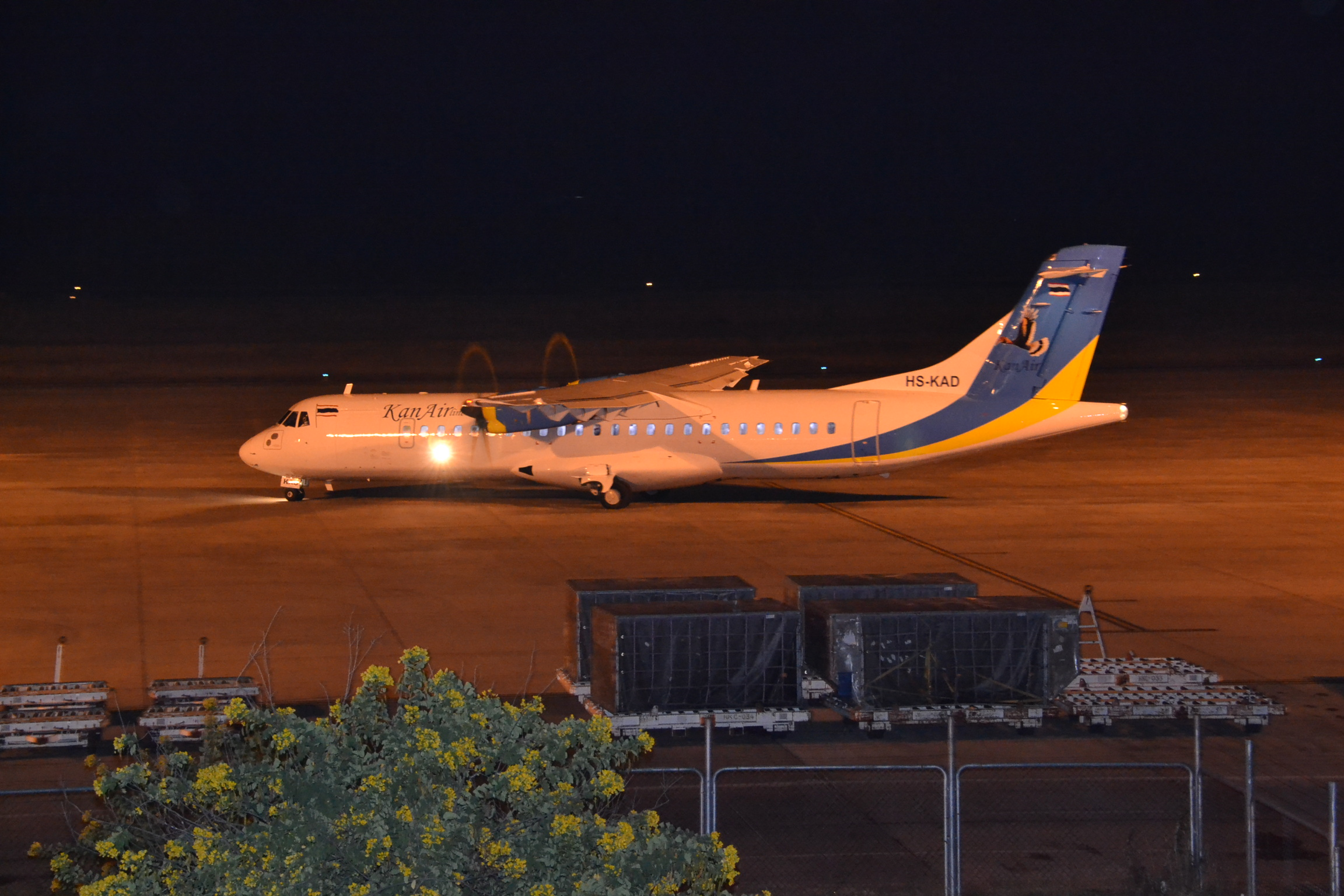
Kan Air ATR 72–500 в аэропорту Кхонкэна

По состоянию на ноябрь 2017, флот Kan Air состоял из следующих воздушных судов: